# Pritchardia kaalae
Espèce
Synonymes
- Pritchardia kaalae var. minima Caum[1] [2]

Statut de conservation UICN

 CR B1ab(iii,v) : 
En danger critique
Pritchardia kaalae est une espèce de plantes de la famille des Arecaceae.

## Répartition et habitat
Cette espèce est endémique de l'île Oʻahu à Hawaï. Elle n'est présente que sur les montagnes Waiʻanae entre 450 et 980 m d'altitude.

## Liste des variétés
Selon Tropicos (11 avril 2019) :
- variété Pritchardia kaalae var. minima Caum